# Concierto para piano (Clara Schumann)

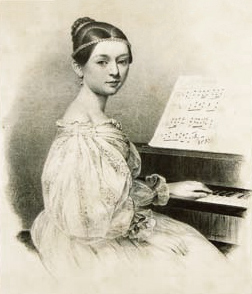
Litografía de Clara Wieck en 1835.

El Concierto para piano en la menor, op. 7, es una obra compuesta por Clara Wieck, más tarde conocida como Clara Schumann después de su matrimonio con Robert Schumann. Completó su único concierto para piano terminado en 1835 a los 15 años de edad, y lo tocó por primera vez ese mismo año con la Orquesta de la Gewandhaus de Leipzig, dirigida por Felix Mendelssohn.

## Historia
Clara Wieck fue una consumada pianista de concierto, entrenada por su padre Friedrich Wieck. Ya hacía giras internacionales a los once años y compuso piezas para piano para sus recitales. En enero de 1833, a los 13 años, comenzó a componer un Concierto para piano en la menor y completó en noviembre un «Konzertsatz» de un único movimiento que ella misma orquestó. En febrero de 1834, su futuro esposo Robert Schumann revisó la orquestación y la niña prodigio de 14 años lo interpretó en varios conciertos.
Luego amplió la obra agregando dos movimientos más, utilizando el «Konzertsatz» como final. El nuevo primer movimiento lo completó en junio de 1834 y el segundo movimiento lento «Romance» con su solo de violonchelo extendido lo terminó el año siguiente. Nuevamente orquestó la obra ella misma, deshizo las revisiones de Robert del «Konzertsatz» original y completó su nuevo Concierto para piano de tres movimientos el 1 de septiembre de 1835, menos de dos semanas antes de cumplir los 16 años.
Wieck estrenó el concierto completo en noviembre de 1835 como solista con la Orquesta de la Gewandhaus de Leipzig, dirigida por Mendelssohn.

## Instrumentación
El concierto tiene partitura para piano solo, dos flautas, dos oboes , 2 clarinetes en la, dos fagotes , dos trompas en la, dos trompetas en do, trombón, timbales en la  y mi, violines primero y segundo, violas, violonchelos y contrabajos. Con esta instrumentación, Clara Schumann eligió la orquestación habitual típica de la música romántica temprana.

## Estructura y música
El concierto tiene tres movimientos:
1. Allegro maestoso (la menor)
2. Romanze: Andante non troppo con grazia (la bemol mayor)
3. Finale: Allegro non troppo – Allegro molto (la menor)

La duración del concierto es inferior a 20 minutos. La escritura virtuosa para piano domina la composición. Un crítico de una grabación de 2004 señaló que es una «pieza verdaderamente notable para un niño de 14 años. Es una obra con temas memorables y una visión alegre en todo momento». Se ha comparado favorablemente con los conciertos para piano de Chopin.
El movimiento de apertura comienza dramáticamente, con el piano entrando de manera virtuosa. El primer movimiento fluye suavemente hacia el segundo, llamado «Romanze» escrito para piano y violonchelo, sin orquesta. Comienza con un pasaje de piano solo extendido, luego entra el violonchelo solista. Al final, un redoble de timbales se desplaza hacia el movimiento final. Este movimiento es el más pesado, bailando en un nueve por ocho. Los Instrumento de viento-madera y el piano entran con contrapunto.